# Wells Fargo Center (Salt Lake City)
Pour les articles homonymes, voir Wells Fargo Center.
Le Wells Fargo Center est un gratte-ciel de 129 mètres de hauteur construit à Salt Lake City dans l'Utah aux États-Unis de 1996 à 1998. L'immeuble a la forme d'un triangle rectangle et comporte un helipad au sommet de l'immeuble.
Depuis 1998 c'est le plus haut gratte-ciel de Salt Lake City .
L'architecte est l'agence HKS, Inc.